# Orlando Anderson
Orlando Tive „Baby Lane” Anderson (ur. 13 sierpnia 1974 w Compton, zm. 29 maja 1998 w Willowbrook) – członek gangu South Side Compton Crips i jeden z oskarżonych przez departament policji w Las Vegas i Compton w procesie o zabójstwo amerykańskiego rapera Tupaca Shakura.

## Wydarzenia poprzedzające strzelaninę
W nocy 7 września 1996 r. Orlando Anderson został pobity przez „świtę” Tupaca w MGM Grand Hotel, gdyż próbował ukraść jednemu z towarzyszy Tupaca naszyjnik. Trzy godziny po tym wydarzeniu Tupac Shakur został pięciokrotnie postrzelony, na skutek czego zmarł 6 dni później w University Medical Center w Las Vegas.
We wrześniu 1997 – Afeni Shakur wniosła pozew wobec Andersona. Twierdziła, że Anderson był odpowiedzialny za morderstwo Tupaca. Według pozwu, strzelanina Tupaca była bezpośrednim rezultatem walki pomiędzy jego świtą a Andersonem. W pozwie zauważono również, że Anderson był widziany z pistoletem Glock kaliber 40 – tą samą bronią z której zabito Tupaca. Rozprawa nie została rozstrzygnięta wskutek jego śmierci.

## Śmierć
Według LA Times, Anderson został śmiertelnie ranny w strzelaninie gangów w 1998 roku na myjni samochodowej w Compton. Zmarł w szpitalu im. Martina Kinga Jr. w Willowbrook.